# Pontaumur-Landogne
Pontaumur-Landogne est une ancienne commune du Puy-de-Dôme, qui a existé jusqu'en 1882. En cette année elle a été supprimée, au bénéfice de la création de deux nouvelles communes indépendantes, Pontaumur et Landogne.